# ولسوالی کوهستان (ولایت بدخشان)
ولسوالی کوهستان یکی از  ولسوالی‌های ولایت بدخشان است که در شمال خاوری افغانستان بطرف شمال شرق شهر فیض آباد مرکز ولایت بدخشان با جمعیت نزدیک به ۲۲۰۰۰ نفر موقعیت دارد. ولسوالی راغ در سال ۱۹۹۴ میلادی نسبت ازدیاد نفوس و دوری مناطق به سه ولسوالی بنام های کوهستان راغستان و یاوان تقسیم گردیده و از آن روز به بعد بحیث یک واحد اداری در ولایت بدخشان جای گرفت. این ولسوالی متصل است از شرق با ولسوالی ارغنجخواه و از شمال با ولسوالی راغستان و غرب با ولسوالی یاوان و یفتل پایان و از جنوب با ساحه مرکزی شهر فیض آباد و ولسوالی ارغنجخواه. ولسوالی به نام راغ دیگر وجود ندارد.

## دهکده کلات ولسوالی کوهستان
معرفی دهکده کلات\ قلات، ولسوالی کوهستان، ولایت بدخشان مؤرخ ۳۰/۱۰/۱۴۰۳
قلات همچنان که نامش از قلعه و بلندی اتخاذ شده است نامی دهکده ییست که در دل جغرافیای مینویی راغ موقعیت سبزپوش و با طراوتی را به نام خویش ثبت داشته است. این دهکده با آن که دامنه های گسترده و وسیعاش وسعت های زیادی را پرنموده است بدنه اصلی آن بر بالای تپه خاکی با ارتفاع کم قرار گرفته است که از قلب آن چند چشمه زلالی همچون آب حیات روان بوده و لباس فاخر سبز رنگ را بر قامت این روستا می پوشاند. انتها و بلندی این تپه خاکی مسما است به «سرقلعه» جایی که نشانه های تل خاک آن سخن از فروریزی برج های بلندی می زند که روزگاری قلعه محکمی بوده است. در میان ساکنان بومی این سرزمین روایت شفاهی وجود دارد مبنی بر این که روزگار تسخیر شهر های آریانای قدیم به دست اسکندر مقدونی که سرزمین راگا(راغ) یکی از شانزده شهر مقدس آن محسوب می گردید نیز توسط اسکندر تسخیر گردیده است و دهکده قلات با توجه به موقعیت استراتیژیک که داشت برای مدتی به یکی از قلعه های مستحکم آنها مبدل شد که از آن روزگار به بعد این جغرافیا به نام های قلعه، قلات و کلات یاد گردیده است. ولی گذشته از این روایت راغ یکی از سرزمین های اصلی و تاریخی سرزمین آریانا و خراسان دیروز محسوب می گردید که مردان بزرگ مثل زردشت پیامبر آریایی، زبیر راغی و صدها شخصیت بانام و گمنام دیگر در دل آن به دنیا آمده و در آن پرورش یافته است. در کنار این سرزمین راغ به عنوان عضو اساسی از شانزده تیکه زمین مقدس از پیکره آریانا و خراسان در تمام تحولات درونی و بیرونی این خطه تأثیر مستقیم پذیرفته و به دور از این فراز فرود ها نبود بنا بر این موجودیت دژهای نظامی یا قلعه ها که در گذشته مرسوم بود و امروز به آنها پایگاه نظامی می گوییم در چنین جغرافیایی یک کار طبیعی بوده و قلعه قلات یا کلات را می شود یکی از مشهور ترین دژ نظامی تاریخی راگای آریانا دانست. مردم روستا؛ خانه های را که از عقب این قلعه قرار دارند به نام پس قلعه یاد می نمایند. دهکده کلات\قلات پس از بندصفه دروازه ورودی شهرستان های سه گانه راغ می باشد. آب هوای آن در تابستان نسبتا گرم ولی در فصل سرمای زمستان برفی و سپید پوش می باشد. چشمه سار های زلالی فراوان در دامنه کوهای کم ارتفاع و خاکی آن طی چهار فصل جاری بوده و دریاچه سرمست و خروشان که از دل این دهکده عبور می نماید محصول یکجایی آنها بوده و بنام «دریای کلات» یاد میگردد که سرچشمه آن به دامنه کوهای مرتفغ ییلاق زمین مربوط خود روستا می شود که از دو موقعیت متفاوت بنام های دریای دره چُنار و دریای دره جَو سرازیر گردیده و در قسمت آغاز روستا بنام دو آبگی «داوگی» به هم یکجا می گردند و دریای کلات را تشکیل می دهند. دریای کلات پس از طی نمودن چند کیلومتر راه به دریای که از بلندی های ولسوالی کوهستان سرچشمه می گیرد و مردم محل آن را بنام دریای کلان یاد می کنند یکجا شده و سر انجام در دریای آمو می ریزد. این دریا باعث گردیده تا مردم این روستا آسیاب های آبی زیادی که تعداد آنها به پنج عدد می رسد در این دهکده اعمار نمایند که از روستاهای همجوار دور و نزدیک مردم جهت آرد نمودن دانه جات خویش مثل: گندم، جو، نخود و... به این دهکده می آیند. اکنون جای آسیاب های سنتی را ماشین های آبی پرنموده و چندین ماشین آبی به مقصد آرد نمودن حبوبات دهکده کلات و دهکده های دور ونزدیک آن در حال فعالیت می باشند. علاوه از ماشین های موصوف سه بند برق کوچک با ظرفیت های متفاوت از بیست الی پنجاه کلوات برق درسطح روستا فعال بوده و به خانه های مردم شب هنگام نور می بخشند. دهکده قلات روزگاری محل زندگی میرهای بدخشان نیز بود و در مقابل روستا دره سرسبز و بانشاط وجود دارد که چشمه های زلالی و پر خروشی در آن جریان دارد که صدای دلکش آنها گوشهای عابرین را نوازش می دهد و بنام «دره میر مزار» یاد می گردد. بصورت شفاهی حکایت زندگی داشتن میرها در روستای قلات وجود داشته و نام این دره با قسمتی آن که قبرستان میر ها بود دال به این واقعیت است. همچنان اکنون هنگام اعمار چندین خانه در این دره که از روستا به آنجا نقل مکان نموده بودند آثار زیادی مثل استخوان، ظروف و وسایل مورد نیاز یک خانه به دست آمده است که دلیل دیگر بر این ادعا می باشد. 
حدود اربعه و جمعیت:
دهکده قلات از شرق به دهکده های سالیت و خمبک و از غرب به زمین های زراعتی و کوه پایه های قامت بر افراشته صفه و ولسوالی یاوان وصل می باشد. همچنان از شمال با دو روستای زیبا بنام وخنی ده و اششتوک در پیوند بوده و از سمت جنوب با دهکده دره جَو و شهرستان یفتل پایان مرز مشترک دارد.
دهکده کلات/قلات اکنون دارای دوصدو هفتاد خانه و بیش تر از دوهزار نفوس اعم از مرد و زن می باشد. به عقیده ساکنان محل دهکده قلات در آغاز از دو خانه شروع گردیده بود و به مرور زمان به خانواده های گسترده تری به نام کُنده یاقوم گسترش یافت. شخصیت دانشمند و عالم فرهیخته شیخ القرآن والحدیث مولانا شمس الحق اواب  از شخصیت های با نام یک شاخه و الحاج برات محمد نظری، مخدوم عبدالله حسینی، ارباب ملاعادل، الحاج فرمانده محمد صابر نظری و... از شاخه دومی و از بومیان اصیل این روستا می باشند. در کنار این دو شاخه که به کُنده های: گرگ ها، کلاچک، مخدوم عبداللهی، دیوبند و مارها شهرت دارند خانواده های بودند که از روستاهای دور و یانزدیک بنا به قرابت و پیوند خویشاوندی که با ساکنان اصلی روستا داشتند به این دهکده آمده و در آن ساکن گردیده اند که اکنون از ساکنان این روستا محسوب می گردند. مردم این روستا از گذشته های دور تا اکنون به سخاوت، شجاعت و آزاده گی شهرت داشته و شخصیت های برجسته یی را در حوزه دین فرهنگ و سیاست همچون مولانا شمس الحق اواب، مولانا عبدالرحمن انوری و الحاج فرمانده محمد صابر نظری به جامعه راغ تقدیم داشته است. از چهره های مشهور این دهکده به ترتیب قدامت زیست ایشان می شود از این اشخاص نام برد: برات کلان، صفرمحمد همراه برادرش بابای محمد رحیم، داملاحسین اساس گذاز مدرسه کلات حدود یکصدو بیست سال قبل از امروز، نظر محمد، الحاج برات محمد نظری، ملاغلام، مخدوم عبدالله، داملا محتاج الدین، مولانا نورالحق، ارباب ملاعادل، ارباب عبدالله، ملامحمد عیسی، موسی بای،  شیخ القرآن والحدیث مولانا شمس الحق اواب، ملاغریب محمد، ملاامام علی، ملاعبدالسلام، مولانا عبدالرحمن انوری، الحاج فرمانده محمد صابر نظری، دگروال نذری محمد، استاد مطهرخان خادیم، مخدوم حضرت جان، الحاج معاون حمزه ، ملایتیم و... . مردم این دهکده اکثرا سواد نوشتن و خواندن را دارا بوده و تا قبل از حکومت انتقالی همه منازعات قومی و داخلی ایشان توسط اشخاص که قبلا اسم های ایشان برده شد حل و فصل می گردید و مردم به ندرت نیاز پیدا می نمودند که به اداره علاقه داری راغ جهت حل منازعات خویش مراجعه نمایند. 
تحصیل و معارف:
کلات/قلات دهکده دانش خیز و دانش پروری است که از گذشته های دور مردم آن به دانش و تعلیم توجه خاص داشته و تعدادی فرزندان خویش را جهت تحصیل در بخش علوم دینی و دانش های دیگر به سرزمین ماورا ألنهر به ویژه شهر بخارا می فرستادند. همین فرزندان دانش آموخته ایشان بود که پس از برگشت به سرزمین خویش تجارب فراوان علمی را انتقال داده وسهم بزرگ را در باسوادی مردم دیار خویش دارا بودند که داملا محمد حسین فرزند محمد علی را میشود از این جمله دانست. داملا محمد حسین پس از برگشت از تحصیل از سرزمین بخارا اساس مدرسه کلات/قلات را میان سال های ۱۲۷۰- ۱۲۸۰ هجری خورشیدی در این دهکده گذاشت. مردم قبل از آن فرزندان خویش اعم از دختر و پسر را از ایام طفولیت به نزد ملا امامان مسجید می فرستادند و از میان ایشان فرزندان پسر توفیق بیشتر در جهت ادامه تحصیل را می یافتند تا به مدارس نزدیک یا دور جهت کسب دانش سفر نمایند و لی دختران ایشان تنها تاسطح خواندن چهارکتاب یا حافظ و به ندرت تا خواندن بیدل باسواد می گردیدند. با آغاز فعالیت علمی مدرسه کلات/قلات دست رسی مردم این دهکده به دانش های دینی و برخی دانش های دیگر مثل ریاضی، حکمت، فلسفه و شعرو ادبیات...که در مدارس آن روزگار بخارا تدریس می شد آسان تر گردید و جوانان بیشتری فرصت تحصیل را تا منابع بلند تر وتخصصی به دست آوردند که داملاغلام، ملاصدرالدین، ملا برات محمد، ملاصوفی، ملا عادل و غیره از دانش آموخته گان وفارغان قدیم این مدرسه و مولانا شمس الحق اواب، مولانا ولی الله حسینی، مولاناعبدالرحمن انوری، الحاج محمد صابر نظری، مولانا محمد ولی فرزند آدینه محمد، ملاعبدالاحد وغیره از فارغین دوره های پسین این مدرسه بود که با دوره سلطنت ظاهرشاه مصادف می گردید. مدرسان مدرسه کلات/قلات از علمای بزرگ و جید زمان خویش محسوب می گردیدند و با توجه به شهرت و کیفیت که در تعلیم و تربیت و نظام آموزشی آن وجود داشت طالب العلم های آن خلاصه در سطح دهکده نماند و جوانان زیادی از نقاط دور ونزدیک جهت تحصیل به این مدرسه تشریف فرما گردیدند که در آینده هریک آنها از جایگاه معنوی بزرگ در محلات خویش برخوردار بوده و به عنوان علمای بزرگ و یاهم چهره های مهم سیاسی و متنفذ درمحیط خویش قد علم نمودند که بنده در حد اطلاع خویش مشت نمونه خروار تعدادی انگشت شمار آنهارا اسم می برم: سیدعلم خان تائب از دهکده اشتتوک، ملاعبدالله وملا احمد ازدهکده فرشته جاه، ملارجب و ملا آدینه محمد از دهکده خم بیک، ملا احمد از جغرینگ بالا، ملاعلی، ملامحمد رحیم، ملاحامد و ملا محمدرضا از دهکده زو قاضی نجم الدین ازدهکده ده سرچان، ملاانور از دهکده سمچیو، ملاحامد و ملانصرالدین از دهکده شپو، ملاصفرمحمد از دهکده زولزما، ملاسعید از دهکده شکرلب یفتل پایان و ملانورالله سائد عارف وشاعر شیرین سخن همراه برادرش ملاحبیب الله از دهکده شلخزاریفتل پایان، ملارنگین از ولسوالی خواجه غار ولایت تخارو... 
مدرسین این مدرسه به ترتیب از آغاز تاکنون: داملا محمد حسین فرزند محمد علی اساس گذار ونخستین مدرس، مخدوم محتاج الدین از کولاب تاجیکستان، مولانا نورالحق که بیشتر از چهل سال مدرس این مدرسه بود، مولانا عبدالرحمن انوری، مولانا عبدالحمید از دهکده زرنود و آخرین مدرس آن مولانا عبدالغفور مشهور به مولانا حباب از دهکده وخنی ده بود در این زمان جهاد مردم افغانستان علیه تجاوز اتحاد جماهیر شوروی آغازیافت و مناطق زیادی توسط هواپیماهای شوروی بمباران و به خاکستر مبدل شد. متأسفانه مدرسه کلات\قلات یکی از این مکان ها بود که در سال ۱۳۵۹ هجری خورشیدی مورد حمله گسترده طیارات شوروی قرار گرفته که منجر به تخریب کامل مدرسه و شهادت پهلوان محمد طاهر فرزند الحاج برات محمد نظری از دهکده کلات گردید که در داخل مدرسه حضور داشت. پس از تخریب کامل ساختمان مدرسه و بنابه شرایط بد امنیتی و اقتصادی مردم در سالهای انقلاب و پس از آن در دوره جنگ های تنظیمی نتوانستند دوباره مدرسه را اعمار و فعال نمایند بنابر این فعالیت های علمی این مدرسه برای چند دهه متوقف بود تا اینکه در سال ۱۳۹۳ اساس ساختمان مدرسه توسط اهالی دهکده کلات\قلات در گوشه بازار کلات گذاشته شد. و پس از تکمیل ساختمان مدرسه فعالیت های آموزشی آن دوباره آغاز و تا اکنون ده ها دانش آموز در آن مصروف فراگیری دانش های دینی می باشند. مدرسین این مدرسه پس آغاز فعالیت دوباره اش: مولانا عبدالغفور مشهور به مولانا حباب، مولانا عبدالرحیم از دهکده دره بید، مولانا معراج الدین داودی، مولانا عبدالملیک از دهکده ده بلند ولسوالی یاوان و اکنون الحاج مولانا محمد اکبر منیب، مولانا عبدالواسیع از دهکده سرخ لاله و مولانا عبدالرب دره بید به حیث مدرس و مولانا حفیظ الله ادیب از دهکده سالیت به حیث مدیر آن مصروف فعالیت می باشند. 
دردهکده کلات در کناروجود مدرسه فعال که به حمایت مالی مردم این روستا فعالیت دارد دو باب لیسه نیز فعالیت دارد که به نام لیسه ذکور وخنی ده و لیسه اناث وخنی ده یاد می گردند. مکتب وخنی ده قدیمی ترین مکتب در راغ می باشد که از سال ۱۳۳۱ هجری خورشیدی به فعالیت خود فعالانه آغاز نموده و تا اکنون صدها جوان تحصیل یافته از دهکده های مختلف کوهستان و حتا از ولسوالی های همجوار یاوان و راغستان از این مکتب سند فراغت بدست گرفته و تعدادی آنها پس از سپری نمودن آزمون کانکور موفق شدند به دانشگاه های مختلف کشور راه یابند و حتا تحصیلات خویش را فراتر از مقطع لیسانس به پیش ببرند. و خوش بختانه در این میان دهکده کلات\قلات نیز از فیض وجود این مکتب بی بهره نمانده و عده زیادی از جوانان آن توانستند سند فراغت خویش را از این لیسه کسب نمایند که بردن اسم هریک ایشان از توان این نوشته بلند خواهد بود ولی  نگارنده سعی میکند اسم آن عده از جوانان را که پس از فراغت از این مکتب توانستند به تحصیلات عالی و نیمه عالی دست یابند ذکر نماید. 
تحصیلات عالی: 
ماستر:
۱: استاد نقیب الله نقی فرزند الحاج فرمانده محمد صابر نظری استاد در دانشگاه تخار، لیسانس: فارغ از دانشگاه بدخشان، دانشکده ادبیات و علوم بشری، رشته فارسی دری،  کارشناسی ارشد: رشته فارسی دری، دانشکده ادبیات، دانشگاه کابل. 
۲: محمد شفیع حسینی فرزند مولانا ولی الله حسینی، اکنون دانشجو، لیسانس: دانشکده حقوق و علوم سیاسی دانشگاه بدخشان، کارشناسی ارشد: حقوق علوم سیاسی کشور ایران.
لیسانس
۱: عبدالقهار خیرپور فرزند الحاج خیرالدین ، اکنون مدیر در حوزه آبی دریای آمو، تحصیل: دانشکده زراعت دانشگاه بلخ دیپارتمنت باغداری، همچنان اکنون دانشجوی دانشکده انجینری دانشگاه بدخشان. 
۲: محمد نظیر نظری فرزند الحاج فرمانده محمد صابر نظری، شغل آزاد، تحصیل: دانشکده شرعیات دانشگاه تخار، رشته تعلیمات اسلامی.
۳: نصرت الله عتید فرزند گل بای، اکنون استاد مکتب، تحصیل: دانشکده زراعت دانشگاه بلخ رشته حیوانی.
۴: حمایت الله انوری فرزند مولانا عبدالرحمن انوری، اکنون سارنوال نظامی در فیض آباد ولایت بدخشان، تحصیلات: دانشکده شرعیات دانشگاه کابل رشته فقه و قانون.
۵: محبوب الله عباسی فرزند عباس اکنون استاد انستیتوت مسلکی زراعت ولسوالی یاوان، تحصیل: دانشکده زراعت دانشگاه بغلان رشته باغ داری. 
۶: امین الله بها فرزند میرزا خدایی،  اکنون استاد مکتب، تحصیل: دانشکده تعلیم و تربیه دانشگاه بدخشان رشته کیمیا.
۷: عنایت الله فرزند مولانا ولی الله حسینی کارمند صحت عامه ولایت بدخشان، تحصیل: دانشکده زبان و ادبیات، رشته فارسی، دانشگاه پیمان ولایت تخار.
۸: حمیدالله فرزند مولانا ولی الله حسینی کارمند وزارت دفاع ملی، تحصیل: دانشکده کمپیوترساینس، دانشگاه ابن سینا ولایت بلخ. 
۹: واثیق الله مطهری فرزند استاد مطهر خان خادم، اکنون استاد مکتب، تحصیل: دانشکده ادبیات و علوم بشری دانشگاه بدخشان رشته فارسی دری 
۱۰: شفیق الله فرزند ادهم جان، استاد سواد آموزی، تحصیل: دانشکده تعلیم و تربیه دانشگاه بدخشان رشته فزیک. 
۱۱: برات محمد نظری فرزند الحاج محمد صابر نظری، شغل آزاد، تحصیل: دانشکده علوم اجتماعی دانشگاه بدخشان، رشته تاریخ.
۱۲: شمس الله شاداب فرزند میرزا محمد، اکنون کارمند دفتر آقاخان، تحصیل: دانشکده زراعت دانشگاه بدخشان رشته علوم حیوانی.
۱۳: محمد طاهر احمدی فرزند احمد خان، اکنون استاد در لیسه وخنی ده، تحصیل: دانشکده ادبیات دانشگاه بدخشان رشته زبان انگلیسی.
۱۴: سنت الله رحیمی فرزند محمد رحیم، شغل آزاد، تحصیل: دانشکده حقوق علوم سیاسی دانشگاه بدخشان رشته اداره و دیپلوماسی.
۱۵: امام نظر توحیدی فرزند عبدالغفار، اکنون کارمند دفتر صلیب سرخ، تحصیل: دانشکده ادبیات دانشگاه بدخشان رشته ژورنالیزم.
۱۶: محمدقاسم علی پور فرزند عبدالقیوم، استاد آموزشگاه خصوصی، تحصیلات: دانشکده اقتصاد دانشگاه بدخشان رشته اداره و منجمنت.
۱۷: ظریف الله حسینی فرزند نعمت الله، شغل آزاد، تحصیل: دانشکده تعلیم و تربیه دانشگاه بدخشان رشته ریاضی.
۱۸: دین محمد تابش فرزند نور محمد، شغل آزاد، تحصیل: طب معالجوی دانشگاه خصوصی آریانا.
۱۹: شریف الله فرزند صدرالدین، شغل آزاد، تحصیل: دانشکده ادبیات و علوم بشری دانشگاه بدخشان رشته پارسی دری.
۲۰: مفتاح الدین فرزند محمد اکرم، استاد مکتب لیسه پس پل، تحصیل: دانشکده ادبیات دانشگاه بدخشان رشته ریاضی.
۲۱: حجت الله عارض فرزند دکتر خدایی، شغل آزاد، تحصیل: دانشکده تعلیم و تربیه دانشگاه بدخشان رشته ریاضی. 
۲۲: امان الدین فرزند برهان الدین، شغل آزاد، تحصیل: دانشکده تعلیم و تربیه دانشگاه بدخشان رشته ریاضی.
۲۳: ذبیح الله نیازی فرزند محمد نیاز، شغل آزاد، تحصیلات: دانشکده ادبیات دانشگاه بدخشان رشته عربی.
۲۴: اعجازالحق فرزند حضرت جان، تحصیلات: طب معالجوی دانشگاه خصوصی
تحصیلات نیمه عالی دارالمعلمین: 
۱: فیض محمد فائض فرزند الحاج میرزاجان، استاد مکتب لیسه وخنی ده، تحصیل: دارالمعلمین بدخشان رشته کیمیا.
۲: محب الله عارفی فرزند محمد عارف، استاد مکتب لیسه وخنی ده، تحصیل: دارالمعلمین بدخشان رشته فارسی دری.
۳: قاری محمد قاسم فرزند طوره خان، استاد مکتب لیسه وخنی ده، تحصیل: دارالمعلمین بدخشان رشته فارسی دری.
۴: اظهر الدین اسلمی فرزند محمد اسلم، مدیر مکتب نسوان، تحصیل: دارالمعلمین بدخشان رشته کیمیا.
۵: حسیب الله جسور فرزند دکتر خدایداد، شغل آزاد، تحصیل: دارالمعلمین بدخشان رشته تاریخ.
۶: ابوذر حسینی فرزند الحاج محمد حسین، شغل آزاد، تحصیل: نفت و گاز ولایت بلخ.
۷: سیف الرحمن ساحل فرزند ملامحمد الف، شغل آزاد، تحصیل: دارالمعلمین بدخشان رشته علوم دینی. 
۸: نظام الدین ایوبی فرزند میرمحمد، استاد مکتب لیسه وخنی ده، تحصیل: دارالمعلمین بدخشان.
۹: طیب الله فرزند محمد نادر، شغل آزاد، تحصیل: انستیتوت زراعت بهارک. 
۱۰: ذبیح الله خیرپور فرزند الحاج خیرالدین، شغل آزاد، تحصیل: نفت و گاز ولایت بلخ. 
تحصیلات نیمه عالی نرسنگ:
۱: قاری لطف الله حسینی فرزند مولانا ولی الله حسینی کارمند دفتر شلتر، تحصیل: پروتز دندان، انستیتوت پامیر ولایت بدخشان. 
۲: عبدالخبیر رحیمی فرزند حاجی محمد رحیم، شغل آزاد، تحصیل: انستیتوت خصوصی پامیر ولایت بدخشان.
۳: خادم الله فروتن فرزند حاجی قباد، شغل آزاد، تحصیل: انستیتوت صحی غضنفر ولایت بدخشان.
۴: خالد احمد پرشان فرزند معاون حمزه، شغل آزاد، تحصیل: انستیتوت خصوصی درمان ولایت بدخشان.
تحصیلات دینی در پاکستان
در کنار آن عده که در مدرسه و مکتب روستای کلات تحصیل نمودند و پس از فراغت به دانشگاها و مدارس دیگر جهت کسب دانش بیشتر مسافرت نمودند هستند جوانان که بیرون از محیط در مدارس پاکستان و جاهای دیگر تحصیلات خویش را به پایان رسانیدند که بنده عده آنهارا این جا اسم خواهم برد. الحاج مولانا محمد اکبر منیب، مولانا عبدالوهاب خیرخواه، مولانا محمد ادریس، مولانا امان الدین، مولانا معراج الدین حق نواز، مولانا عبدالمصور شهادتیار، مولانا مجیب الرحمن فرزند گنج علی، مولانا حسین علی، قاری محمد قاسم، قاری فیض الرحمن علی پور، قاری فرید احمد غریب زاده، قاری غلام الله فرزند عبدالسلام، قاری عنایت الله فرزند مولانا شمس الحق اواب، قاری حمایت الله انوری و...
زراعت و مال داری:
مردم دهکده کلات غالبا مصروف زراعت و مال داری بوده و شغل اساسی ایشان را کشت و دهقانی تشکیل می دهد. با آن که دهکده کلات دارای منابع آبی کافی بوده و در یای خروشان که از دل آن عبور می کند محصول یکجایی چشمه سار های زلالی است که از دامنه کوهای آن سرچشمه می گیرد ولی زمین های زراعتی آن هفتاد درصد للم بوده و تنها سی درصد زمین های آن آبی می باشد. در طول سال دهاقین یک بار در فصل بهار کشت نموده و حاصل آن را در اواخر فصل تابستان بدست می آورند. مهمترین کشت مردم این روستا: گَندم، جَو، زُغِیر، نخود، نَسک، مُشُنگ، پَتُک، غامُو، سیب زمینی و... می باشد. خرمن کردن حاصلات پس از جمع آوری آنها در خرمن در گذشته توسط گاو و اسپ صورت می گرفت و لی اکنون غالبا مردم از ماشین تریشل در خرمن کردن حاصلات خویش استفاده می نمایند. مواشی که مردم در این روستا تربیه می کنند: گاو، گوسفند، بز، اسپ، خر و... می باشد که از اسپ و خر معمولا جهت بار بردن و سواری استفاده شده از گاو نر جهت قلبه، خرمن وغیره و از گاو، گوسفند و بز از شیر و پشم آنها استفاده می نمایند. مواشی مردم در فصل های بهار، تابستان و خزان در چراگاه ها بوده و در فصل زمستان از گیاهان که در تابستان جمع می شود که بنام (کاه) یاد می گردد استفاده می نمایند و به ندرت تعدادی گوسفندان خویش را در فصل زمستان به ولایت تخار یا ولسوالی شهر بزرگ و برخی مناطق دیگر که از سردی کمتر و علفچر برخوردار باشد انتقال می دهند.
صحت و بهداشت در دهکده کلات\قلات
در گذشته ها یعنی قبل از اینکه سرک و ماشین آلات به میان بیایند مردم این دهکده بصورت عموم از طبابت های گیاهی و محلی استفاده می کردند که این طبابت از طریق حکمای محلی و اشخاص باتجربه صورت می گرفت و بیشتر جنبه گیاهی و گاهی هم از طریق دعا و درود خواندن و یا پرهیز از خوردن برخی خوراکی ها بود. ولی اکنون با اعمار سرک ها و مراکز بهداشتی تاحدودی دریچه های تازه به روی مریضان باز گردیده و از محاصره محیط و طبابت محیطی تاحدودی بیرون آمده اند. ولی با آن هم تا اکنون چالش های فراوان را مردم این روستا در بخش صحت تجربه می کنند و به خصوص در فصل زمستان زمانی که جاده ها را برف مسدود می نماید مردم ناگزیر اند مریضی خویش را با زینه در دوش خود و یاهم توسط حیوانات مثل اسپ یا خر به مرکز انتقال دهند. دقیق به یاد دارم که چند سال قبل در فصل سرد زمستان بنا به مسدود بودن راه در یک هفته سه خانم در اثر مریضی زایمان یا تولد فرزندان خویش در این دهکده وفات نمودند. در دهکده کلات اکنون دو باب کلینیک وجود دارد یک کلینیک برای رفع نیازمندی های انسانی و دیگر کلینیک حیوانی می باشد. این دو باب کلینیک هرچند نیازمندی های بسیار ابتدایی مردم را می توانند رفع نمایند و لی باتوجه به نیازمندی های گسترده و مسیر کوهستانی و سخت کذر که وجود دارد پاسخ گوی همه مشکلات نمی باشند. مریضی های سطحی به کلینیک های روستا مراجعه نموده مداوا می گردند ولی مریضان جدی و ضروری به مرکز ولایت بدخشان(فیض آبا) یا ولایات دیگر و گاهی هم کابل و یا بیرون از کشور مراجعه می نمایند.
غذاها و میوه جات:
دهکده کلات از منابع آبی زیادی برخوردار است و چشمه سار های زیادی در دامنه کوهای آن جریان دارد که باعث سرسبزی و شادابی این دامنه ها گردیده و در نهایت از تجمع آنها دریای خروشان کلات تشکیل می شود. آب هوای آن نیز زیاد سرد نبوده و برای غرس درختان مثمر و غیر مثمر کاملا مساعد می باشد ولی متأسفانه مردم آن به باغ داری و غرس نهال زیاد توجه نکرده بیشتر به زراعت و نگهداری مواشی مصروف می باشند با آن هم درسطح دهکده هستند کسانی که درختان مثمر و غیر مثمر غرس نموده و باغ های کوچکی را ساخته اند که از درختان مثمر آن می شود از: درخت سیب، زرد آلو، آلبالو، آلو، کوب سلطان، شفتالو، چهارمغز، گیلاس و دو درخت مثمر کوهی بنام یخمن و آریچ نام برد. درختان غیر مثمر آن شامل: درخت عرعر، سپیدار، زرد بید، سیاه بید و بشال می گردد. 
غذاهای مشهور و مروج این دهکده که اکثرا سفره مردم را تشکیل میدهد: شوربا، پلو، شورچای، شوله، قورمه کچالو با زردک و شلغم، کچالوپیاوه، شیر برنج، مسکه، مسکه فتیر، ماست، دوغ، قروت آب یا تکناوی، ماکارونی، گلپی، کدوگک، بامیه و غیره می باشد. مهان نوازی نان بردن و یا درصبح چای بردن به خانه کسانی که مهمان در آن باشد از جمله رسوم و عنعنات قدیمی مردم این روستا می باشد که تا اکنون این رسم مروج می باشد.
https://www.academia.edu/resource/work/127807390
منابع
1. ↑  کتاب اطلس افغانستان
2. ↑  Mohammadi, Amrullah. "دهکده قلات ولسوالی کوهستان بدخشان". {{cite journal}}: Cite journal requires |journal= (help)

- مشارکت‌کنندگان ویکی‌پدیا. «Kohistan District, Badakhshan». در دانشنامهٔ ویکی‌پدیای انگلیسی، بازبینی‌شده در ۲۱ دی ۱۳۹۰ خورشیدی.